# Speed (droga)
Speed, ulični je naziv za prilično širok spektar kemijske obitelji metamfetamina. Ulična imena, još su meth i chalk. Učinci su, na središnji živčani sustav, jači nego kod amfetamina. 

## Povijest
Dugo su se ovi spojevi upotrebljavali kao legalni lijekovi za smanjivanje tjelesne težine, prehlade, astmu, migrene, epilepsiju... Posebno je interesantna njihova uloga u Drugom svjetskom ratu, kad su se dijelili vojnicima britanskih, njemačkih i japanskih formacija. U američkoj vojsci korišteni su tijekom Korejskog i Vijetnamskog rata. Poznato je i to da je Hitler bio na speedu; redovito si je ubrizgavao doze nekoliko puta dnevno od 1942. godine.
Restriktivnijim zakonima sedamdesetih godina prestala je legalna prodaja. Danas se na ilegalnom tržištu speed pojavljuje najčešće u dvije solucije, kao amfetamin (prah amfetamin sulfata) i metamfetamin (prah metamfetamin klorida - naziv; crank). Standardna pakovanja prozirne su najlonske vrečice s prahom ili s kristalićima. Prodaje se i u obliku tableta, masne stvrdnute paste i kapsula. Čistoća praha je 6 do 10%. Kristalići (metamfetamin), slični ledu (ice) izazivaju jaču reakciju i imaju dugotrajno djelovanje (maksimalno i do 30 sati).
Speed nije toliko čest niti raširen kao ecstasy. Ulični speed redovito je razrijeđen, pomiješan sa sodom bikarbonom ili sa šećerom u prahu da bi se dobio veći volumen i težinu. Speed je najčešće u prahu (sličan je kokainu) - bijele je boje i ima grudice koje se mrve prije upotrebe.
Jedan gram speeda dovoljan je jednoj osobi za cijelu noć. Problem za konzumenta je to što se mora uzimati u nekoliko navrata, ako je slabijeg djelovanja, pa nije zgodan za uporabu u klubovima, jer konzument ga tad mora nositi sa sobom i riskira biti uhvaćen, za razliku od "bombona" koji se proguta i tako ga lakše skriva. Detekcija u mokraći moguća je kod amfetamina 8 do 72 sata od upotrebe, a kod metamfetamina 2 do 3 dana.
Uobičajena upotreba je šmrkanjem, ali može se konzumirati u hrani i piću (tada mu je djelovanje slabije i početak djelovanja je kasniji). Rjeđe se upotrebljava pušenjem. Moguće je ubrizgavanje i to je najsvrsishodniji način u postizanju ugode. Ubrizgavanje je najopasnije, posebice zbog rizika predoziranja i zbog zaraze korištenim iglama.
Djelovanje speeda počinje nakon 15 - 30 minuta. Trajanje je različito (od 3 sata do čak 12 sati, ići će i do 30 sati) i zavisi od čistoće i dodataka, ali i o osobnosti konzumenta (težina, tolerancija i dr.)

## Opći simptomi
Opći simptomi su povećana živahnost, povećana agresivnost, isušena usta, povećan tlak, raširene zjenice i moguće povraćanje.

## Posljedice
Posljedice su teški poremećaji bubrega i pluća, oštećenje jetre, neishranjenost, pojave čireva, smanjeni imunitet, srčane smetnje, nesanica i oštećenje mozga.
Studenti na većini sveučilišta SAD dobiju materijale o štetnosti speeda, u kojima piše da amfetamini i metamfetamini uzrokuju ubrzan puls i ubrzano disanje, povišen krvni tlak, nesanicu i gubitak apetita, može doći do znojenja, glavobolje, zamagljenja vida, vrtoglavice i tjeskobe, moguća su trajna oštećenja bubrega i dišnog sustava, i dugotrajno uzimanje velikih doza može dovesti do psihoze, koja uključuje halucinacije, opsjene i paranoju te su mogući smrtni slučajevi.

## Znakovi uporabe
Znakovi uporabe su bočice tableta raznih boja i smeđi do bijeli prah u malim plastičnim vrećicama.

## Vanjske poveznice
- (nje.) Drugcom.de Speed